# 念青唐古拉峰
念青唐古拉峰（Gnyan-chen-thang-lha）是中国西藏自治区中部念青唐古拉山的主峰，海拔7162米。位于西藏自治区当雄县境内，纳木错南岸。